# Џек Р. Лусма
Џек Роберт Лусма (енгл. Jack Robert Lousma; Гранд Рапидс, 29. фебруар 1936) бивши је амерички пилот, ваздухопловни инжењер, астронаут и политичар. Изабран је за астронаута 1966. године.

## Биографија
Пре него што је изабран за астронаута, летео је као морнарички пилот у Маринском корпусу САД. У службу је ступио 1959. године по завршетку студија. Летео је и као извиђачки пилот, био је стациониран у једном тренутку војне службе и у Јапану, да би потом био прекомандован у домовину, када бива изабран за астронаута.
У свемир је полетео двапут, најпре као пилот на мисији Скајлаб 3; другог лета на свемирску станицу Скајлаб, током које је извео и своју прву од две свемирске шетње. Командант посаде био је Алан Бин, четврти човек на Месецу. Други члан је био Овен К. Гариот, доктор електротехнике и један од научника-астронаута из 1965. На свој други космички лет чекаће девет година, до 1982. године. Тада је полетео као командант Спејс-шатл мисије СТС-3. Ипак, пре својих космичких летова, Лусма је остао упамћен као човек који је први примио информацију о експлозији на Аполу 13, априла 1970. Био је у резервној посади за мисију Аполо-Сојуз Тест Пројекат, а такође је био планиран и за пилота лунарног модула на мисији Аполо 20, пре но што је отказана (да је остварена Лусма би постао 18. човек на Месецу, укључујући ту и мисије Апола 18 и 19, које су такође отказане). Био је члан помоћних посада мисија Аполо 9, Аполо 10 и Аполо 13. У свемиру је провео 67 дана. Пензионисао се октобра 1983. у чину пуковника.
Након завршетка војне и летачке каријере, Лусма је био званичник компаније The Diamond General Corporation, а такође се опробао и у политици као кандидат Републиканске странке за Сенат САД из државе Мичиген, али није био изабран, освојивши 47% гласова. На његову политичку кампању касније се негативно одразило и то што је уснимљен како групи јапанских пословних људи говори да је његова породица поседовала Тојоту, што у Детроиту није било добро примљено.
Током каријере забележио је 7.000 часова лета, и више од 4.500 на млазњацима.
Лусма, који је фризијског порекла, средњу школу је завршио у Ен Арбору, 1954. Дипломирао је ваздухопловну технику на Универзитету Мичиген 1959. године. Магистрирао је из исте области на Морнаричкој постдипломској школи 1965. године. У младости је био активан у Младим извиђачима САД, и завредео чин Tenderfoot Scout. Члан је неколико кућа славних и носилац бројних друштвених признања, цивилних и војних одликовања. Оженио се врло млад, са само 20 година, и има четворо деце.

## Галерија
- Џек Лусма (горе, први здесна) са колегама из селекције, 1966. године
- Џек Лусма, трећи здесна, током кризе на Аполу 13, 1970. године
- У току припрема за лет Скајлаба 3, Џек Лусма 1973. године
- Посада Скајлаба 3, здесна налево: Алан Бин, Џек Лусма и Овен К. Гариот, 1973. године
- Џек Лусма током једне од вежби на Скајлабу 3, 1973. године

- Џек Лусма током свемирске шетње на Скајлабу 3, 1973. године
- Посада СТС-3, командант Џек Лусма (лево) и Гордон Фулертон, 1982. године
- Џек Лусма на лету СТС-3, 1982. године
- Након каријере у НАСА и маринцима, отиснуо се у политичке воде. Џек Лусма (десно) и Роналд Реган (у средини), 1984. године
- Џек Лусма у позним годинама, 2009. године